# Antoni Warzecha
Antoni Warzecha (ur. 22 września 1929 w Ciężkowicach, zm. 23 października 2020 w Szczecinie) – polski profesor nauk rolniczych w zakresie przechowalnictwa artykułów rolno-spożywczych, nauczyciel akademicki

## Życiorys
Antoni Warzecha w 1951 ukończył studia inżynierskie na Wydziale Chemii Szkoły Inżynierskiej w Szczecinie (od 1955 Politechnika Szczecińska), a w 1953 –  studia magisterskie na kierunku towaroznawstwo artykułów spożywczych na Wydziale Transportu szczecińskiej Wyższej Szkole Ekonomicznej (od 1955 Politechnika Szczecińska). W 1960 został doktorem nauk rolniczych po obronie rozprawy Zastosowanie kwasu sorbowego na rozwój drobnoustrojów zawartych w krajowym moszczu jabłkowym napisanej pod kierunkiem doc. dr Jana Dobrowolskiego. W 1967 otrzymał stopień doktora habilitowanego nauk rolniczych na podstawie monografii Wpływ azotanu ceru, lantanu, toru i octanu uranylu na przyrost masy i zarodnikowanie grzyba Metarrhizium anisopliae (Metsch) Sorokin oraz wykorzystanie otrzymanych zarodników do walki z mszycami (Aphis fabae Scop). W 1973 otrzymał tytuł naukowy profesora nadzwyczajnego, a w 1985 –  profesora zwyczajnego.
Bezpośrednio po studiach został zatrudniony jako adiunkt w Wyższej Szkole Ekonomicznejw Szczecinie, a od 1957 aż do emerytury w 2000 pracował w Katedrze Technologii Rolnej i Przechowalnictwa Akademii Rolniczej w Szczecinie (1957–1999), przez 31 lat pełnił funkcję jej kierownika (1968–1999). Był dziekanem Wydziału Rolniczego (1970–1972) oraz przez 5 kadencji – prorektorem ds. rozwoju uczelni (1975–1990).
Antoni Warzecha zmarł w Szczecinie, został pochowany w rodzinnych Ciężkowicach.

## Praca naukowa
Tematyka badawcza obejmowała przechowywanie i utrwalanie artykułów rolno-spożywczych, utylizację produktów ubocznych przemysłu rolno-spożywczego, zmiany biochemiczne w artykułach rolno-spożywczych w czasie ich technologicznego przerobu i przechowywania, ocenę jakości importowanego ziarna kakaowego i produktów jego przerobu z uwzględnieniem skażenia mikrobiologicznego, ocenę jakości mikrobiologicznej przetworów zbożowych i piekarniczych. Opublikował 137 prac naukowych w czasopismach krajowych i zagranicznych, w tym 2 monografie.
Profesor Antoni Warzecha wypromował 4 doktorów oraz 112 dyplomantów; był recenzentem 12 prac doktorskich, 3 habilitacyjnych, opracował 11 opinii  na tytuł profesora.

## Współpraca z przemysłem
Profesor Antoni Warzecha aktywnie współpracował z zakładami produkcyjnymi, wykonał opracowania i ekspertyzy na ich potrzeby, stworzył model prawidłowego gromadzenia i przechowywania rezerw zimowych na potrzeby ludności Szczecina i Gdańska, opracował zbilansowanie odpadów i produktów ubocznych przemysłu rolno-spożywczego jako rezerwy pasz w województwie szczecińskim, opracował parametry nawilżania i suszenia zależnie od intensywności i głębokości barwy proszku kakaowego, a także od jakości i gatunku importowanego ziarna kakaowego, opracował model trwałości biologicznej piwa w Szczecińskich Zakładach Piwowarsko-Słodowniczych, opracował studium dotyczące dalszego prowadzenia działalności gospodarczej Cukrowni Szczecin w aspekcie postępującej rozbudowy Szczecina i integracji kraju ze wspólnotami europejskimi.

## Wybrane publikacje
- Ćwiczenia z towaroznawstwa i przechowalnictwa surowców rolniczych. Akademia Rolnicza w Szczecinie 1963, 1973 (wsp. Jerzy Sożyński)[5]
- Towaroznawstwo surowców rolniczych. Akademia Rolnicza w Szczecinie 1971 (wsp. Jerzy Sożyński)[5]
- The quality of cacao oil from the Brazilian and African bean. Washington Warsaw 1974 (wsp. Czesław Pietrzyk)[5]
- Teoretyczne i praktyczne podstawy wykorzystania łuski ziarna kakaowego. Akademia Rolnicza w Szczecinie 1981, 151 ss. (wsp. Halina Siwicka)[1]
- Kształtowanie się jakości ziarna kakaowego importowanego w ostatnich latach. Przeg. Piek. Cuk. 1989, 37 (1), s. 12 (wsp. Halina Siwicka, Barbara Wójcik-Stopczyńska)

## Praca organizacyjna
W 1957 zorganizował Technikum Chemiczne, którego został pierwszym dyrektorem. Absolwenci szkoły byli zatrudniani w Zakładach Chemicznych Włókien Sztucznych w Żydowcach, Hucie Szczecin, Zakładach Nawozów Fosforowych oraz laboratoriach szpitali szczecińskich.
W 1960/61 został wicekuratorem Szczecińskiego Okręgu Szkolnego, tworząc 7 szkół przyzakładowych oraz dwa technika (Żydowce, Stocznia Szczecińska). W 1968 został powołany na organizatora i pierwszego rektora Wyższej Szkoły Nauczycielskiej w Szczecinie. Została ona przekształcona w Wyższą Szkołę Pedagogiczną, a następnie w Uniwersytet Szczeciński (1984).
W Wyższej Szkole Rolniczej w Szczecinie był przewodniczącym uczelnianej organizacji ZNP (1963-1969).
W 1993 był współorganizatorem, wiceprzewodniczącym, a następnie przewodniczącym Narodowego Funduszu Ochrony Zdrowia w Szczecinie, którego statutowym celem działalności było zbieranie społecznych środków na zakup nowoczesnej aparatury medycznej i sprzętu stomatologicznego z przeznaczeniem dla szeroko rozwiniętej państwowej służby zdrowia naszego regionu, a także na finansowe wsparcie realizowanych obiektów inwestycyjnych w szpitalach województwa szczecińskiego. Jako długoletni działacz i przewodniczący tej organizacji zabiegał o środki na zakup aparatury i urządzeń do gabinetu okulistycznego w Przychodni dla Szkół Wyższych.
Z inicjatywy profesora Antoniego Warzechy Środowiskowe Kolegium Rektorów zatwierdziło koncepcję prowadzenia akcji „Młodzież akademicka swojemu miastu”. W ten sposób pomagano przedsiębiorstwom budowlanym w realizacji inwestycji akademickich: stołówki PS, hali rekreacyjno-sportowej PAM, domów studenckich WSM i WSP oraz AR „Amicus”.
Profesor Antoni Warzecha był ponadto  prezesem Federacji FSNT NOT, rzeczoznawcą Zarządu Głównego NOT, rzeczoznawcą SIT Spoż., wiceprezesem Zarządu Oddziału ds. Szkoln. Wyż. oraz Zarządu Głównego ZNP w Warszawie.

## Odznaczenia i nagrody[1][2][6]
- Krzyż Kawalerski Orderu Odrodzenia Polski (1972)
- Krzyż Komandorski Orderu Odrodzenia Polski (1985)
- tytuł Zasłużony nauczyciel PRL (1979)
- Medal Komisji Edukacji Narodowej (1978)
- Złota Odznaka ZNP (1965)[5]
- medal pamiątkowy im. prof. Mieczysława Pożaryskiego (2008)[13]
- honorowe odznaki „Za zasługi w rozwoju województw szczecińskiego (1962), koszalińskiego (1979), pilskiego (1982) i słupskiego” (1984)
- srebrny medal im. Kilińskiego „Za zasługi dla rozwoju rzemiosła polskiego (2001)
- medal „Zasłużony dla Akademii Rolniczej w Szczecinie” (2000)[8]
- Medal za Zasługi dla Miasta Szczecina (2008)[14][11]
- nagroda Ministra Oświaty i Szkolnictwa Wyższego i Techniki indywidualna III° za rozprawę habilitacyjną (1968)
- nagroda Ministra Nauki, Szkolnictwa Wyższego i Techniki indywidualna II° za osiągnięcia dydaktyczno-wychowawcze (1979)
- nagroda Ministra Nauki, Szkolnictwa Wyższego i Techniki zespołowa II° za osiągnięcia naukowe(1981)
- nagroda Wojewódzkiej Rady Narodowej w Szczecinie za prace naukowo-badawcze i rozwojowe w dziedzinie przemysłu rolno-spożywczego oraz za wdrażanie wyników badań w przechowalnictwie i technologii żywności (1986)